# Rhaphiolepis
Rhaphiolepis é um género botânico pertencente à família Rosaceae.